# Kána (Galilea)
Kána történelmi település a Közel-Keleten, Galileában.

## A bibliai Kána
Kána település neve háromszor fordul elő a Bibliában, mindháromszor csak János evangéliumában. Először a kánai menyegző, másodszor a királyi tisztviselő fia meggyógyításának helyszíneként jelenik meg; harmadszor János evangélista pedig akkor említi Kána városát, amikor felsorolja a Tibériás tavánál jelen lévő tanítványokat, akiknek a feltámadt Jézus Krisztus megjelent. A galileai Kánát nem említi a Biblia egyetlen más könyve és más kortárs forrás sem.

### A kánai menyegző helyszíne
Kána elsősorban az újszövetségi kánai menyegző helyszíneként ismert. A szinoptikus evangéliumokban nem, csak János evangéliumában szerepel (Jn 2,1), amely szerint itt tette a Názáreti Jézus első csodáját, amikor is a vizet borrá változtatta.

### A királyi tisztviselő fiának meggyógyítása
A második bibliai utalás Kána városára szintén csak János evangéliumában található (Jn 4,46). Jézus újra a galileai Kánába ment, ahol egy királyi tisztviselő megkérte, hogy gyógyítsa meg haldokló fiát. Ez a királyi tisztviselő fia meggyógyításának csodatétele.

### A Tibériás tavánál
Egy harmadik esetben is említi az Újszövetségben János apostol Kána városának nevét (Jn 21,2), mégpdig amikor a feltámadt Krisztus megjelent a tanítványoknak - és köztük a kánai Natánaelnek - Tibériás tavánál. Nátánaelt a szinoptikus evangéliumok Bertalanként említik.

## Kána vitatott elhelyezkedése
Kána pontos helye vitatott, János evangélista helymegjelölése a következő: "a galileai Kánában". Máig több feltételezés él, hogy hol is lehetett pontosan a település:
- Kafr Kanna: falu Názárettől hét kilométerre északkeletre. Itt áll az ún. Menyegző temploma, amely állítólag azon a helyen áll, ahol a csoda történt.
- Hirbet Kána (magyarul: Kána romjai), falu 14 km-re északra Názárettől. A legújabb régészeti feltárások szerint itt lehetett a Bibliában említett település.[4]
- Libanoni Kána: falu Libanon déli részén, amelyet a libanoni keresztények a bibliai Kánaként tisztelnek.
- Ain Kana, település, közelebb Názárethez

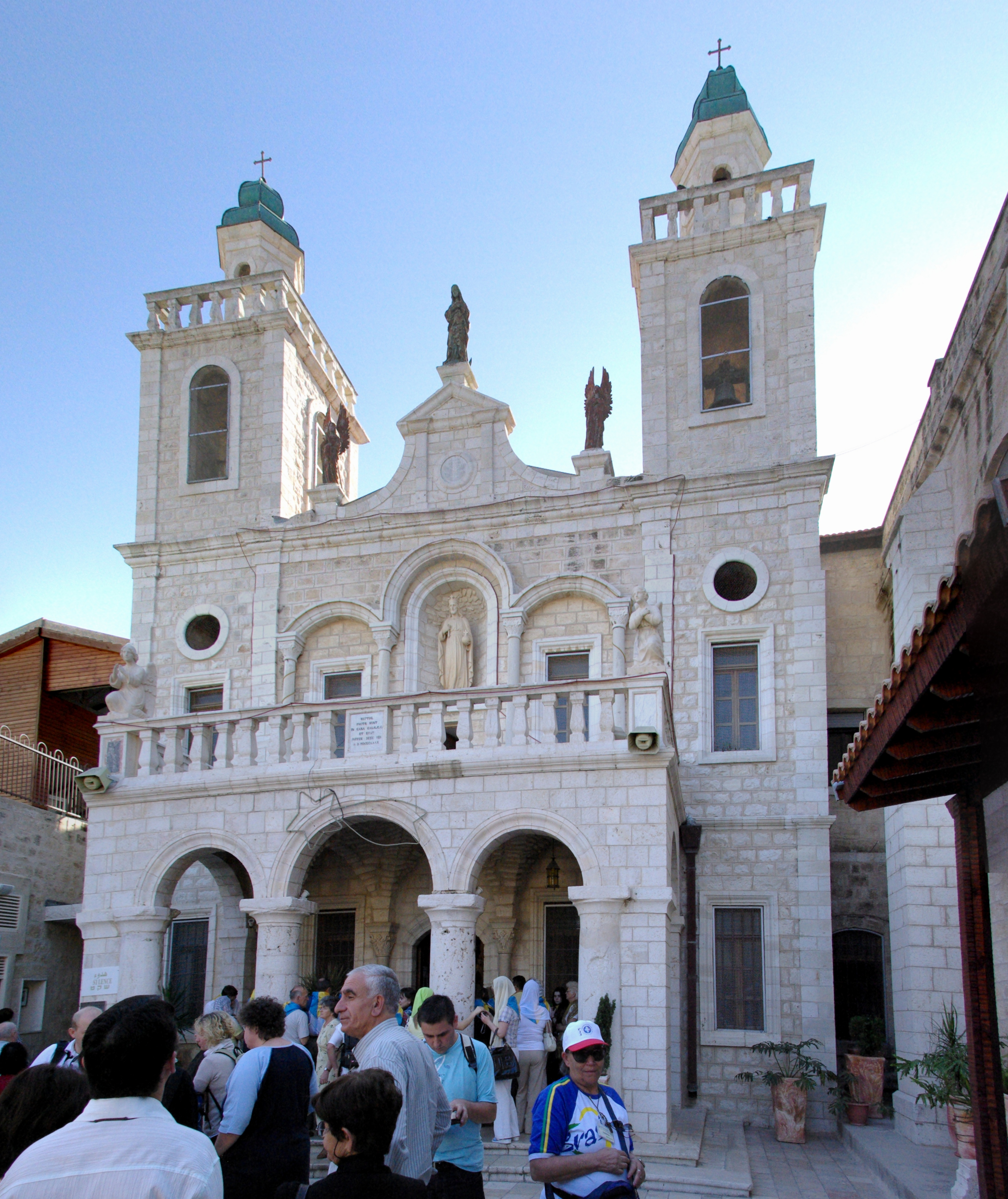
Menyegző temploma Kafr Kannában
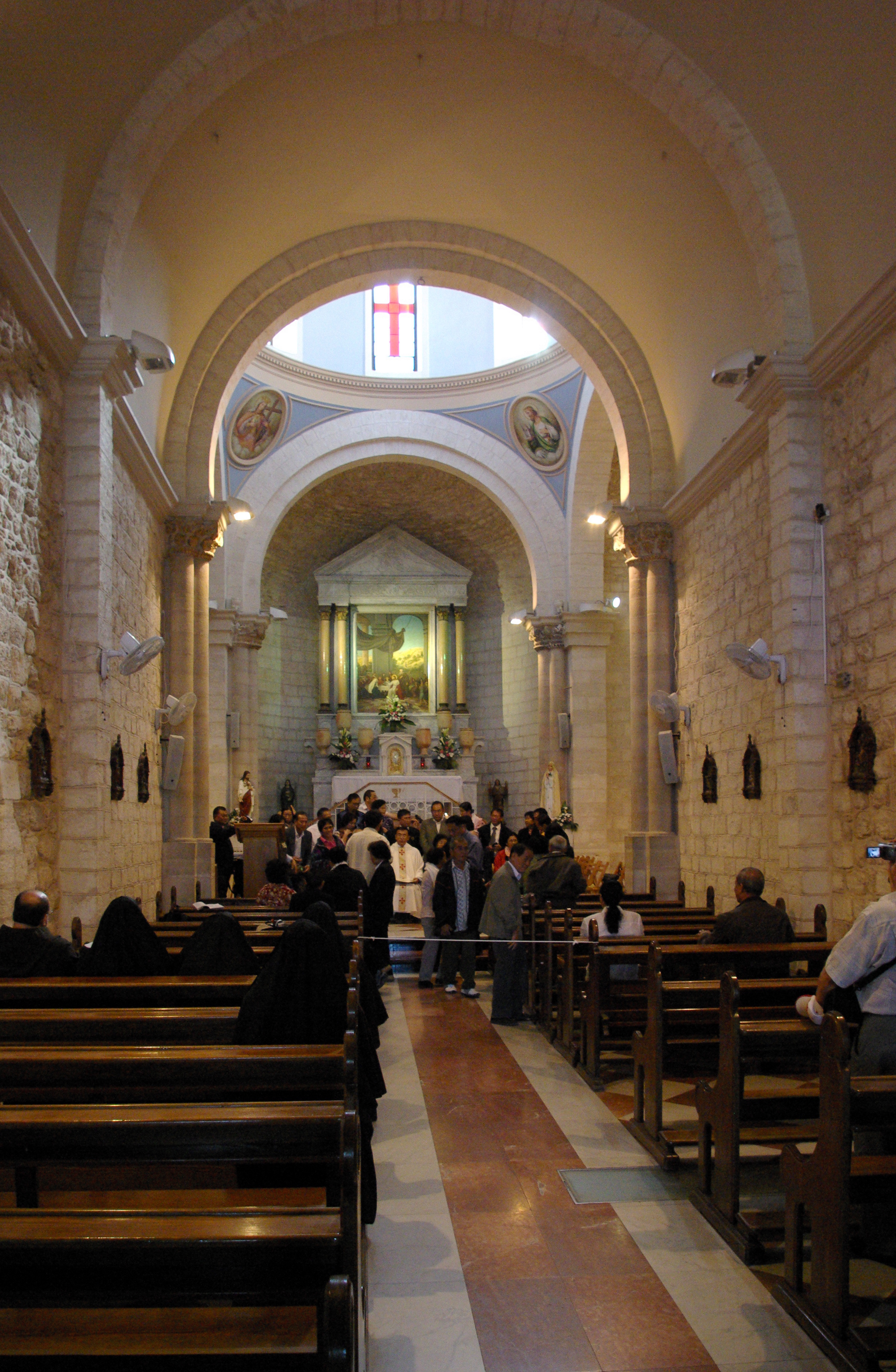
Menyegző temploma, belső tér
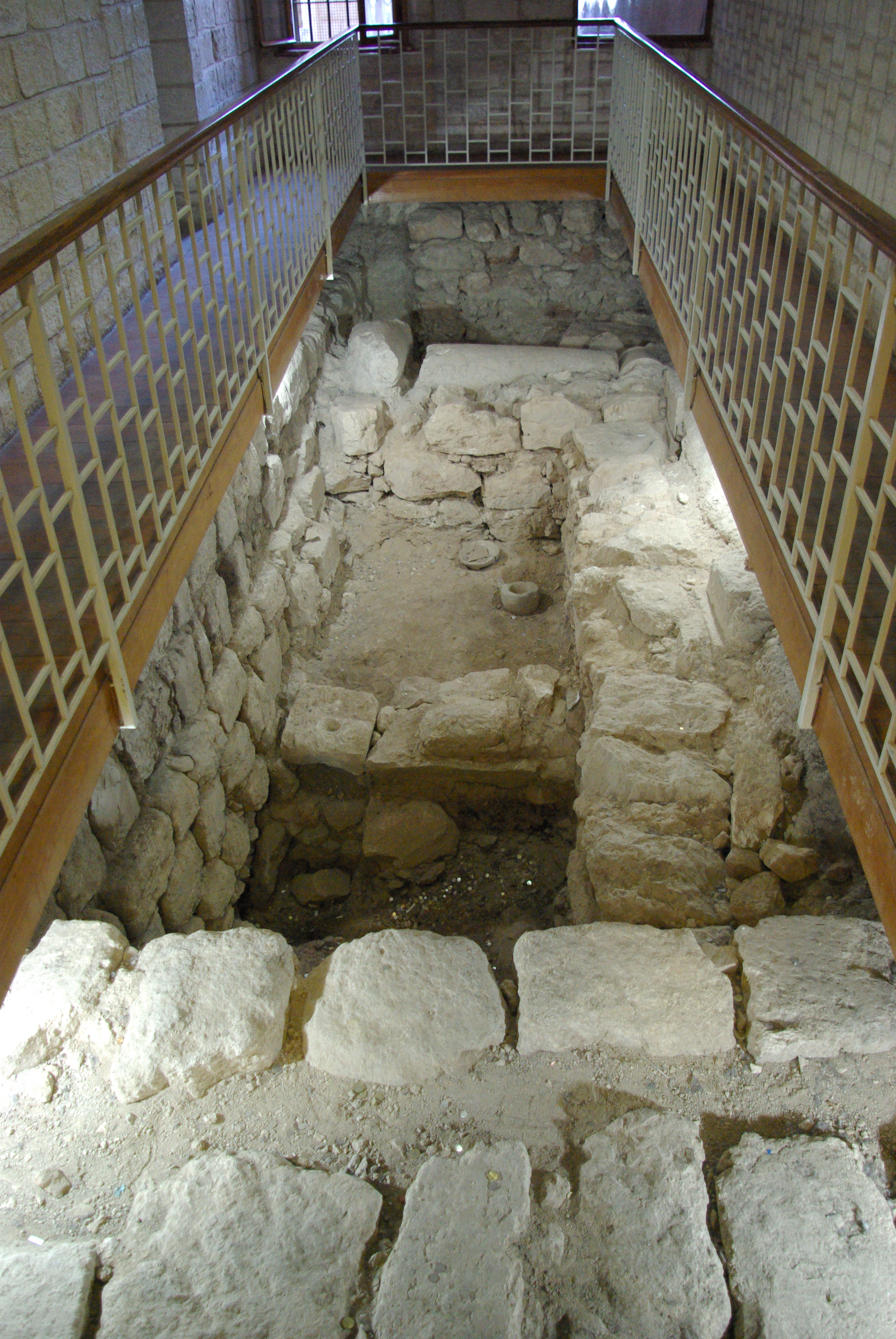
A templom melletti terület

## Fordítás
- Ez a szócikk részben vagy egészben  a   Kana (Galiläa) című német Wikipédia-szócikk fordításán alapul.  Az eredeti cikk szerkesztőit annak laptörténete sorolja fel. Ez a jelzés csupán a megfogalmazás eredetét és a szerzői jogokat jelzi, nem szolgál a cikkben szereplő információk forrásmegjelöléseként.
- Ez a szócikk részben vagy egészben  a   Cana című angol Wikipédia-szócikk fordításán alapul.  Az eredeti cikk szerkesztőit annak laptörténete sorolja fel. Ez a jelzés csupán a megfogalmazás eredetét és a szerzői jogokat jelzi, nem szolgál a cikkben szereplő információk forrásmegjelöléseként.